# Miguel (arcanjo)
Miguel (em hebraico:  מִיכָאֵל, Micha'el ou Mîkhā'ēl; em grego:  Μιχαήλ, Mikhaḗl; em latim: Michael ou Míchaël; em árabe: ميخائيل, Mīkhā'īl) é um arcanjo nas doutrinas religiosas judaicas, cristãs e islâmicas. Os católicos, anglicanos, ortodoxos e luteranos se referem a ele como Arcanjo Miguel ou simplesmente São Miguel.
Em hebraico, Miguel significa "aquele que é similar a Deus" (Mi-"quem", kha-"como", El-"Deus"), o que é tradicionalmente interpretado como uma pergunta retórica: "Quem como Deus?" (em latim: Quis ut Deus?), para a qual se espera uma resposta negativa, e que implica que ninguém é como Deus. Assim, Miguel é reinterpretado como um símbolo de humildade perante Deus.
Na Bíblia Hebraica, Miguel é mencionado três vezes no Livro de Daniel, uma como um "grande protetor que defende o povo de Deus" «Nesse tempo se levantará Miguel, o grande príncipe que se levanta a favor dos filhos do teu povo;» (Daniel 12:1). A ideia de Miguel como um advogado de defesa dos judeus se tornou tão prevalente que, a despeito da proibição rabínica contra se apelar aos anjos como intermediários entre Deus e seu povo, Miguel acabou tomando um lugar importante na liturgia judaica.
Em Apocalipse 12:7–9, Miguel lidera os exércitos de Deus contra as forças de Satã e seus anjos e os derrota durante a guerra no céu.
Na Epístola de Judas, Miguel é citado no versículo 9 especificamente como o "arcanjo" que menciona a frase "O Senhor te repreenda" contra Satanás quando esse discutia sobre o corpo de Moisés. Os santuários cristãos em honra a Miguel começaram a aparecer no século IV, quando ele era percebido como um anjo de cura, e, com o tempo, como protetor e líder do exército de Deus contra as forças do mal. Já no século VI, a devoção a Arcanjo Miguel já havia se espalhado tanto no oriente quanto no ocidente. Com o passar dos anos, as doutrinas sobre ele começaram a se diferenciar.

## Etimologia

### Do termo "Arcanjo"

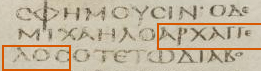
Arcanjo, num fragmento da Epístola de Judas (Tadeu) no Codex Sinaiticus (330-350 A.D.)

Arcanjo tem duas raízes, "arch" e "angelos".
O prefixo grego "arch" (ἀρχ) deriva de "arché" (ἀρχή) que se refere tanto a "começo, ponto de partida, princípio", como "suprema substância subjacente" ou "princípio supremo indemonstrável".
A partir dessa raiz "arché" temos o antepositivo "arch", em português, com o sentido de "aquilo que está na frente, o que está no começo, na origem, ponto de partida de um entroncamento", sendo traduzido "acima", "superior" ou "mais importante" e "o que governa, que dirige, que comanda, que lidera" e ainda carregando consigo ideias de poder, autoridade, império e superioridade.
Quanto ao grego "angelos" (άγγελος), vertido para "anjo", significa simplesmente "mensageiro".
A partir dessas raízes, portanto, a palavra "Arcanjo" (αρχάγγελος) se traduz "Líder dos Mensageiros", "Chefe dos Mensageiros" "Capitão dos Anjos", "Primeiro Anjo", "Acima dos Anjos", "Superior aos Anjos" "Anjo Superior" ou "Anjo Chefe", num aspecto qualitativo de liderança e substancialmente de superioridade, da mesma maneira que se traduz palavras com o mesmo radical, tal como "arquiteto" (chefe dos construtores), "arcebispo" (classe hierárquica superior a Bispo), "hierarquia" (poder sagrado) ou "anarquia" (falta ou ausência de poder).

Miguel em Hebraico

### Do termo "Miguel"
A tradução literal para o nome Miguel é "Aquele/Quem como Deus".
- Mi = Aquele/Quem(?)
- Kha = Como
- El = Deus

Como no hebraico não existia sinais de pontuação, algumas palavras trariam consigo um significado inquisitivo. Por isso a partícula "Mi" que significa "quem" muitas vezes é traduzida sintaticamente como interrogação, ocorrendo em 350 textos do Antigo Testamento onde é mencionada.
Exemplo:
Dessa forma, o Talmude sugere uma interpretação inquisitiva para o nome Miguel, tendo a tradução contextual "Quem é como Deus?". ou "Quem é semelhante a Deus?". Este entendimento hoje não é compartilhado somente pela comunidade judaica, pois mais tarde foi incorporado pela cristandade em geral "para não colocar em causa a própria Escritura", tanto por católicos e protestantes e também por outras comunidades religiosas, como as testemunhas de Jeová e os islâmicos. Mas para as cosmovisões judaica, jeovista e muçulmana, o pressuposto de não haver nenhuma outra pessoa igual a Deus (Sl. 35:10; 89:8) é literal, implicando sugestivamente a resposta "Ninguém é Igual a Deus" num entendimento retórico.
Quanto ao sufixo "El", é também relacionado de forma regular com nomes significando afirmativamente "Deus" em todos os casos, tal como em Daniel (Deus é Juiz), Emanuel (Deus é Conosco), Ezequiel (A Força é de Deus), Samuel (Chamado pelo Nome de Deus), Gamaliel (Deus me Faz o Bem), Ananias (Deus é Clemente), João (A Graça é de Deus), Ismael (Deus Ouve), etc. Esse entendimento é compartilhado por algumas denominações cristãs trinitárias e alguns notórios comentaristas bíblicos como Matthew Henry (1662–1714) e até o próprio João Calvino (1509–1564), pai da Igreja Congregacional, da Presbiteriana e de muitas outras reformadas, trinitários convictos, entendendo o termo segundo a tradução literal. Para esses, diferentemente dos judeus e muçulmanos, o Arcanjo Miguel não tem natureza angélica, e sim divina, sendo o próprio Cristo que veio com esse "nome de guerra" fazendo um desafio a Satanás que, desde o princípio, sempre desejou estar acima dos anjos e ser igual ao Criador (Is. 14:12–14).

### Bíblia Hebraica

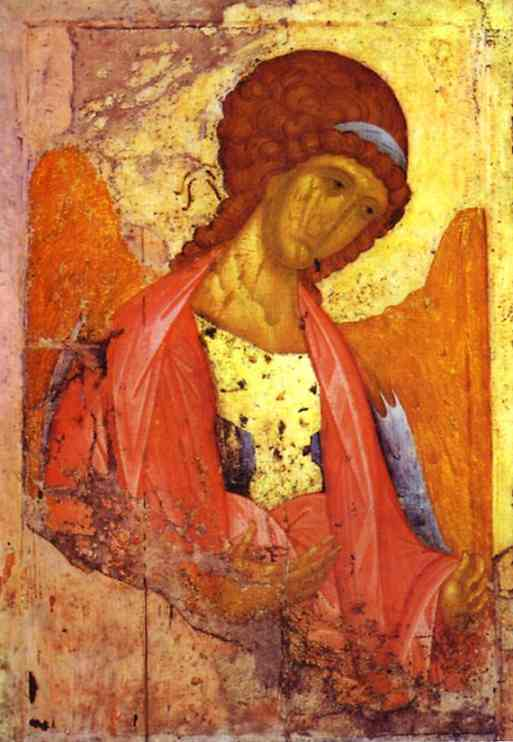
Arcanjo Miguel por Andrei Rublev

### Novo Testamento

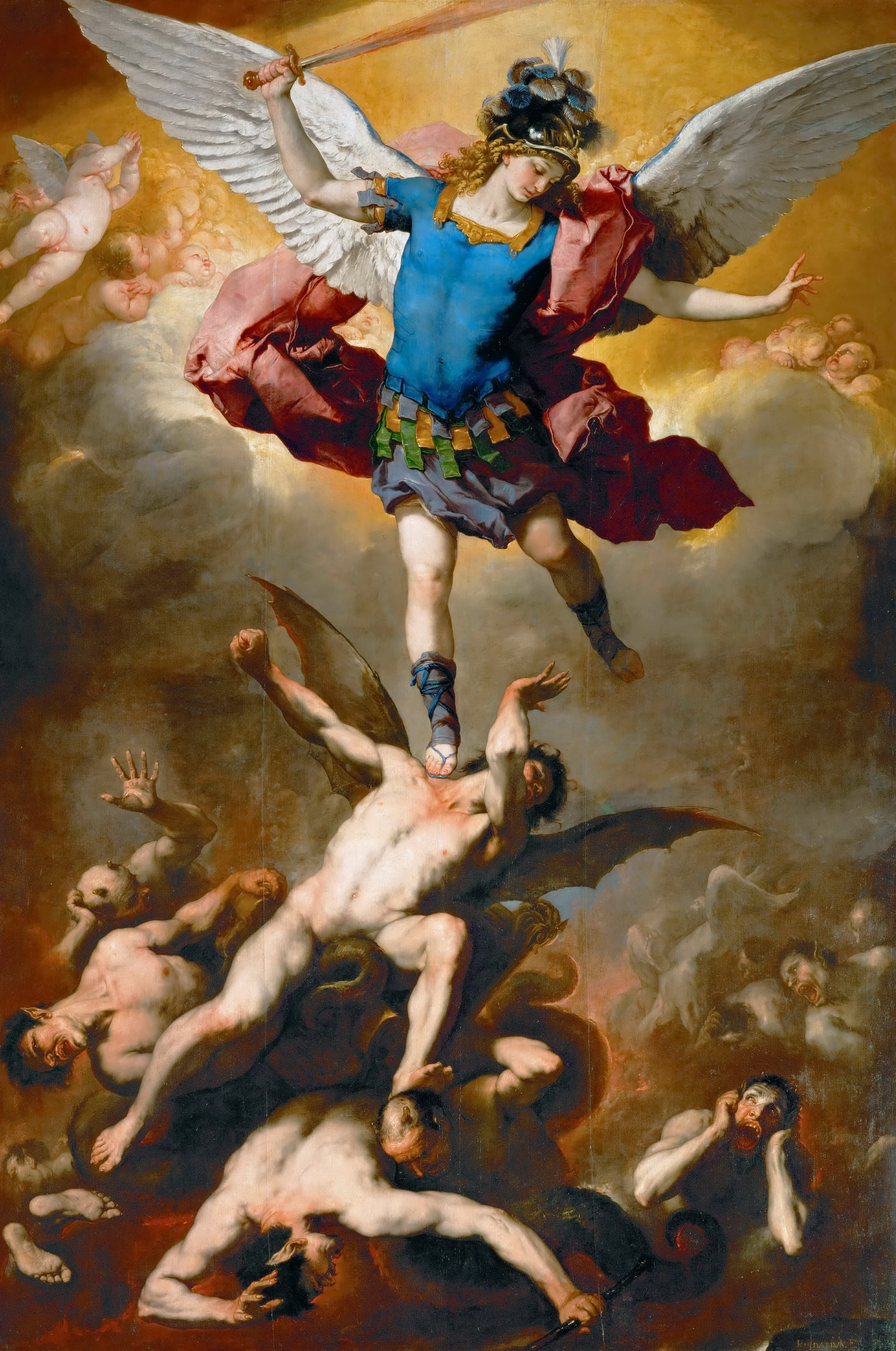
A Queda dos Anjos

### Catolicismo

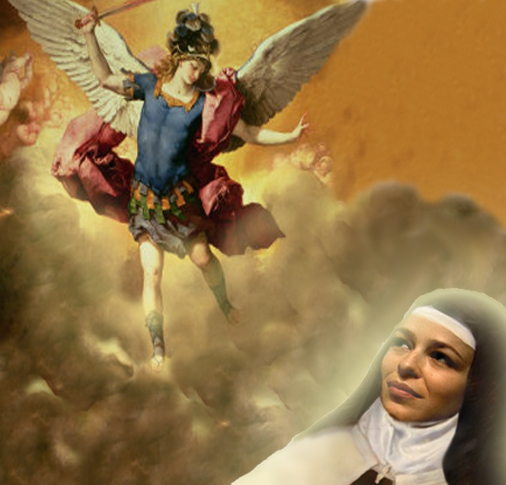
A freira carmelita portuguesa Antónia de Astónaco teve uma aparição de São Miguel Arcanjo.

## O anjo Miguel nos manuscritos do Mar Morto

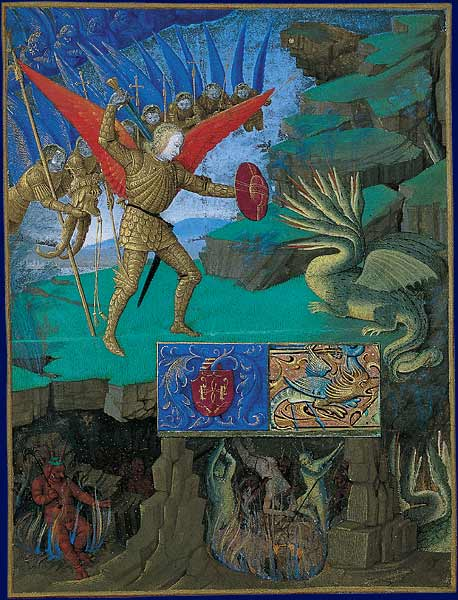
Arcanjo Miguel luta contra o dragão, por Jean Fouquet.

## Festas, patronato e ordens

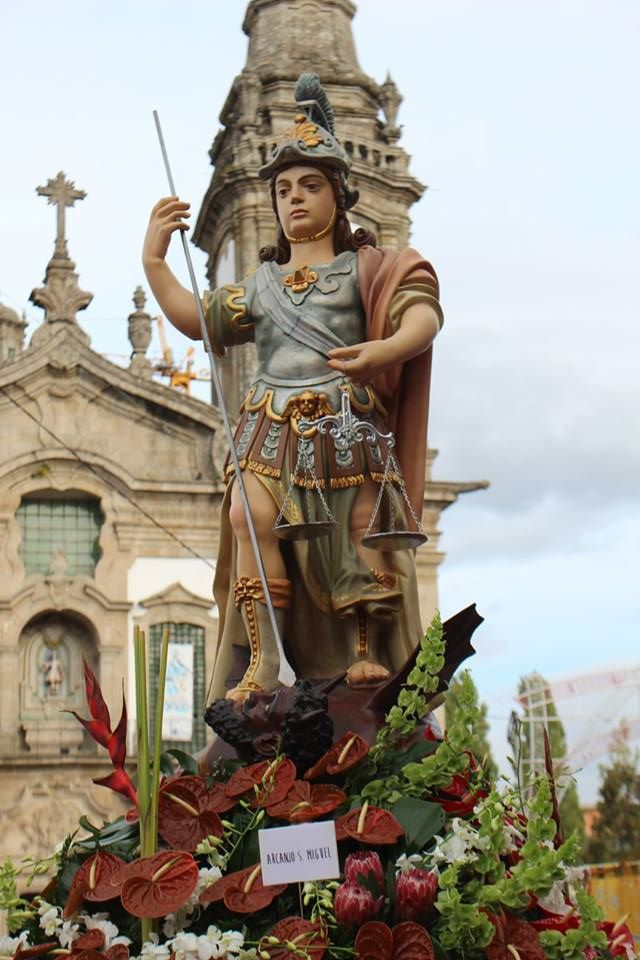
Imagem de São Miguel numa procissão em Cabeceiras de Basto.

### Patronatos e ordens

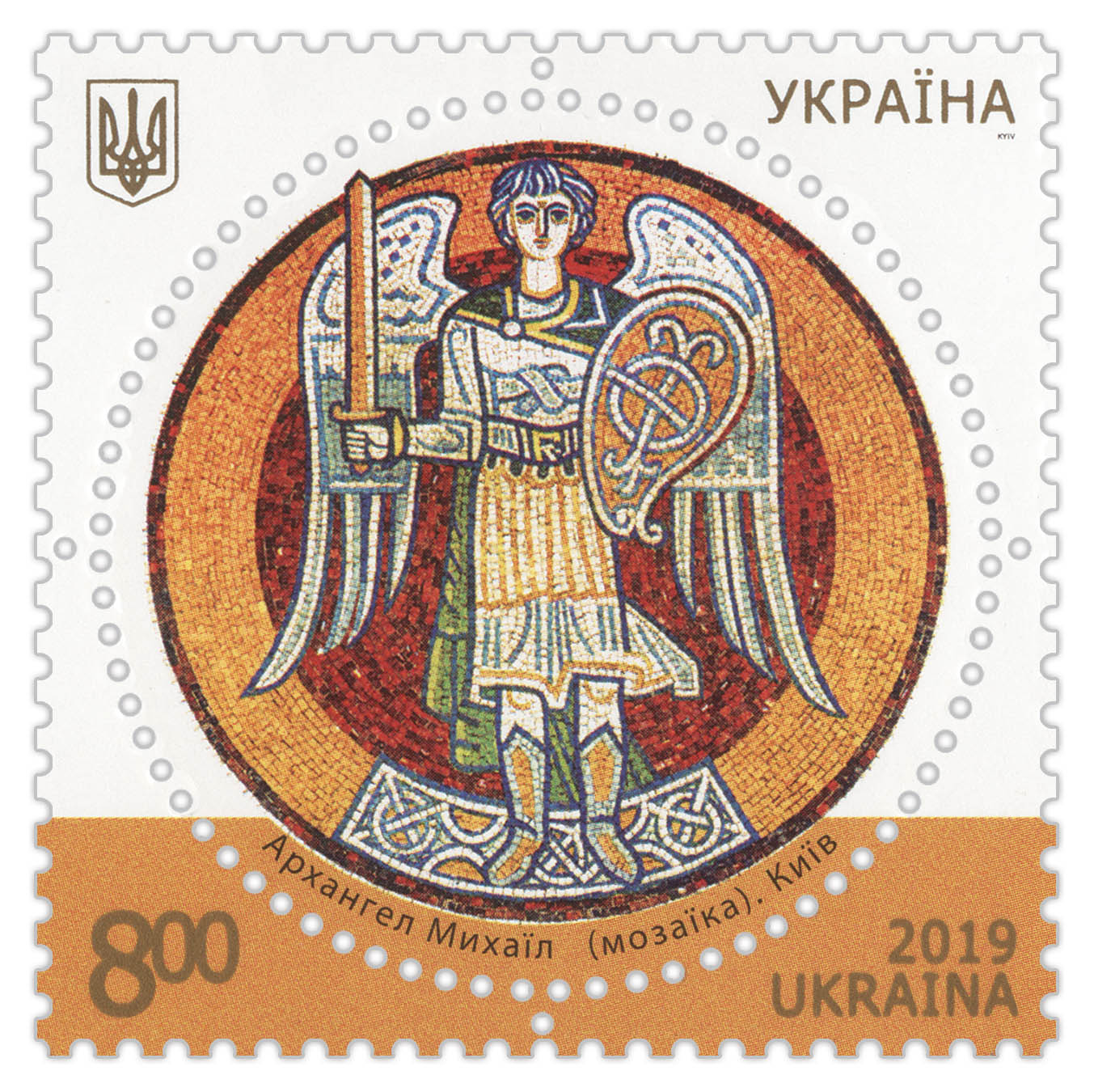
Selo ucraniano de 2019 com um mosaico de Miguel, padroeiro de Kiev

Brasão de armas de Bruxelas

### Cristianismo

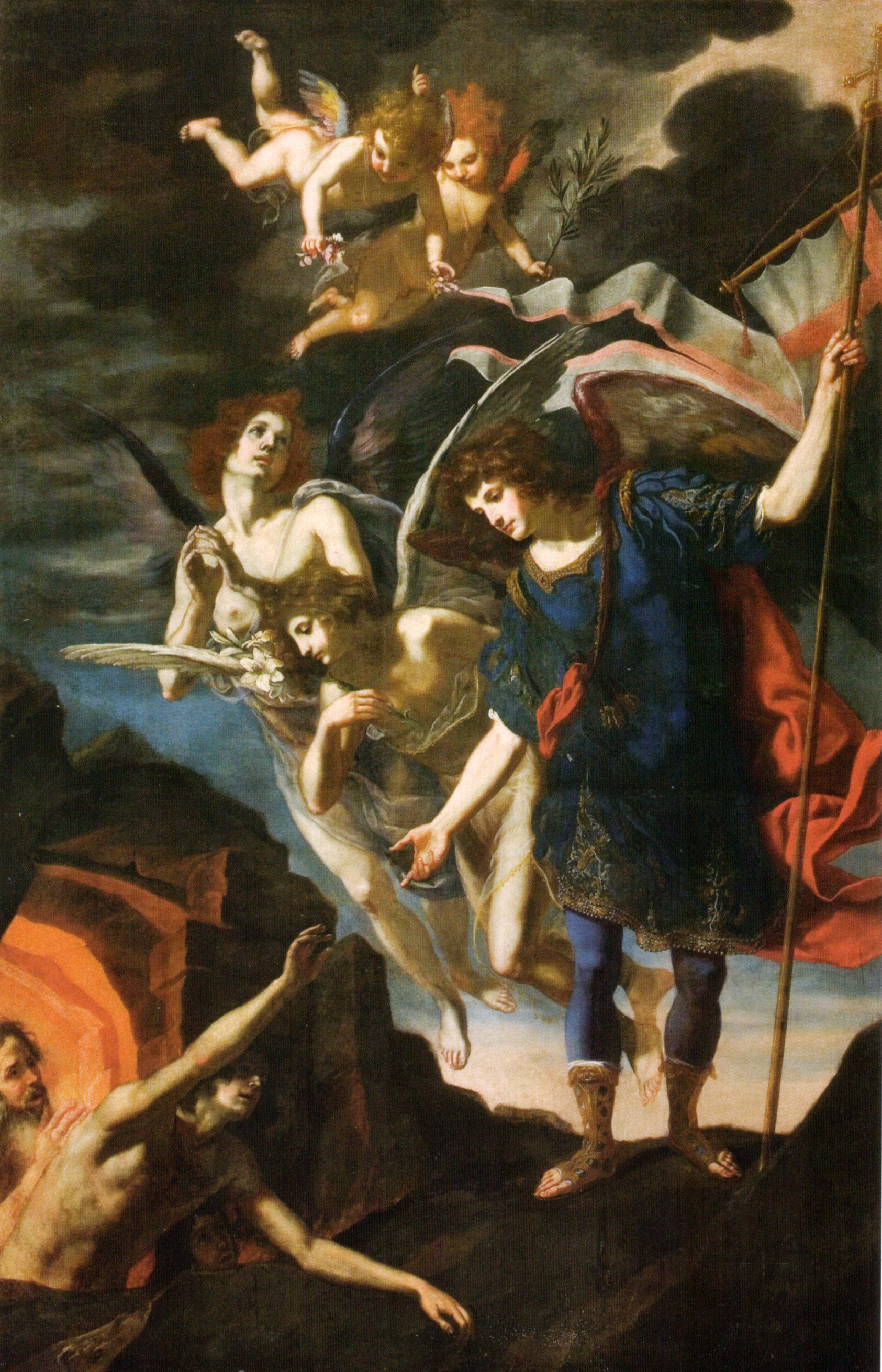
Arcanjo Miguel tentando salvar almas no purgatório, por Jacopo Vignali, século XVII.

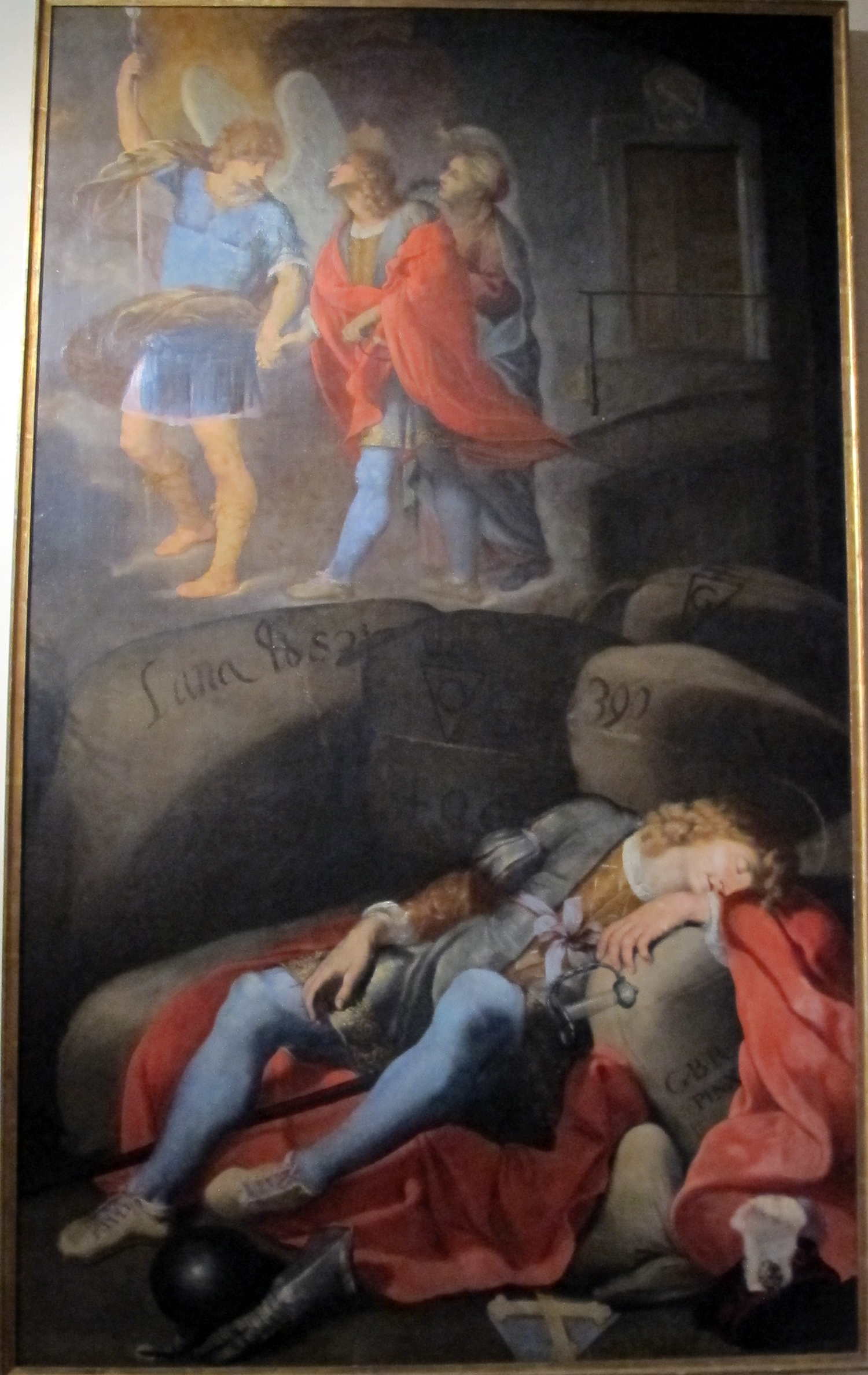
O Arcanjo Miguel instrui São Galgano Guidotti (século XVII)

## Imagens

São Miguel Arcanjo por Rafael Sanzio
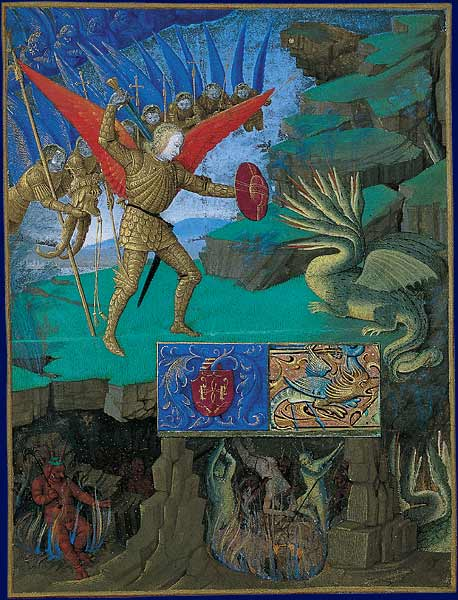
São Miguel lutando por Jean Fouquet.
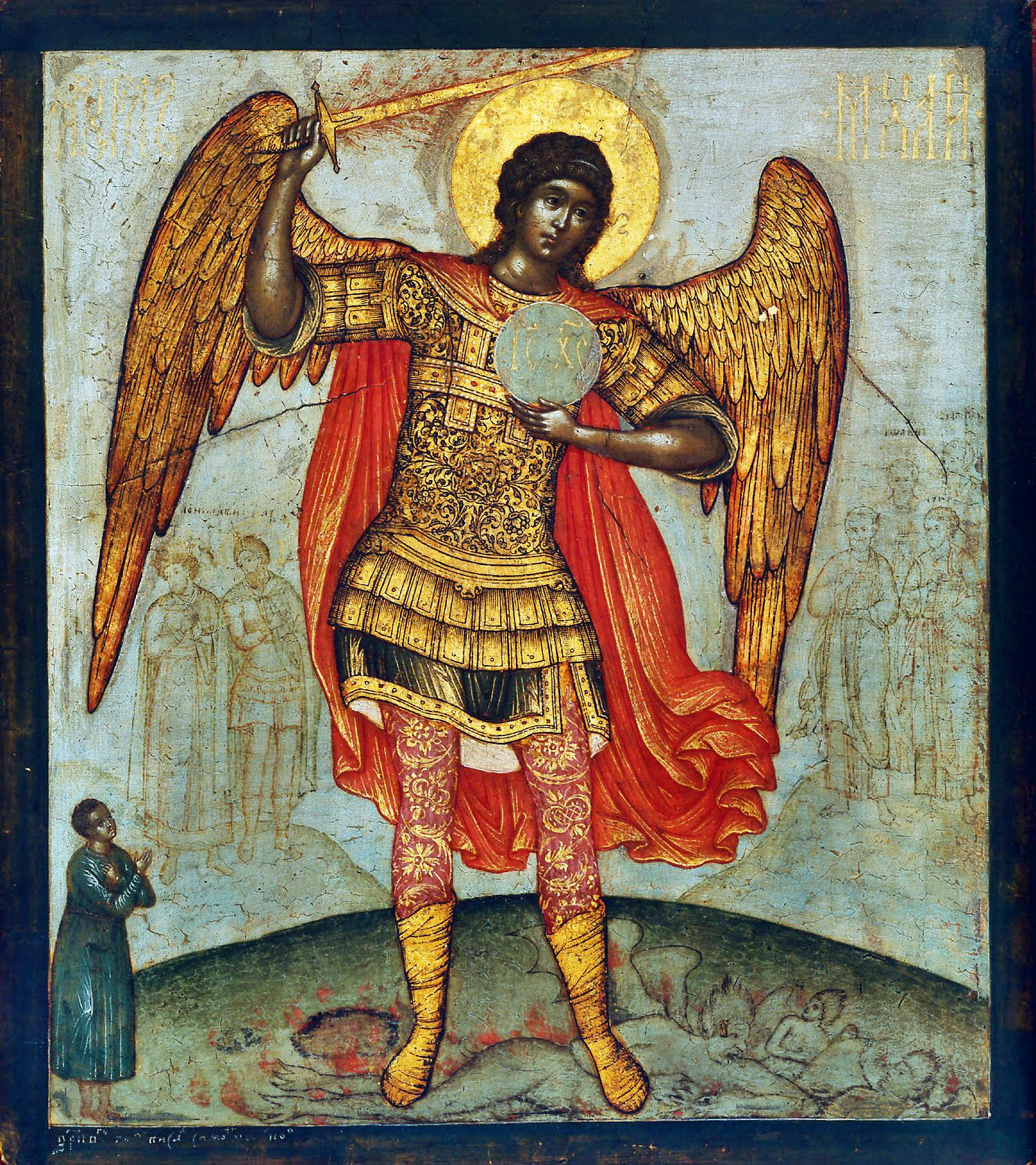
São Miguel Arcanjo por Simon Ushakov
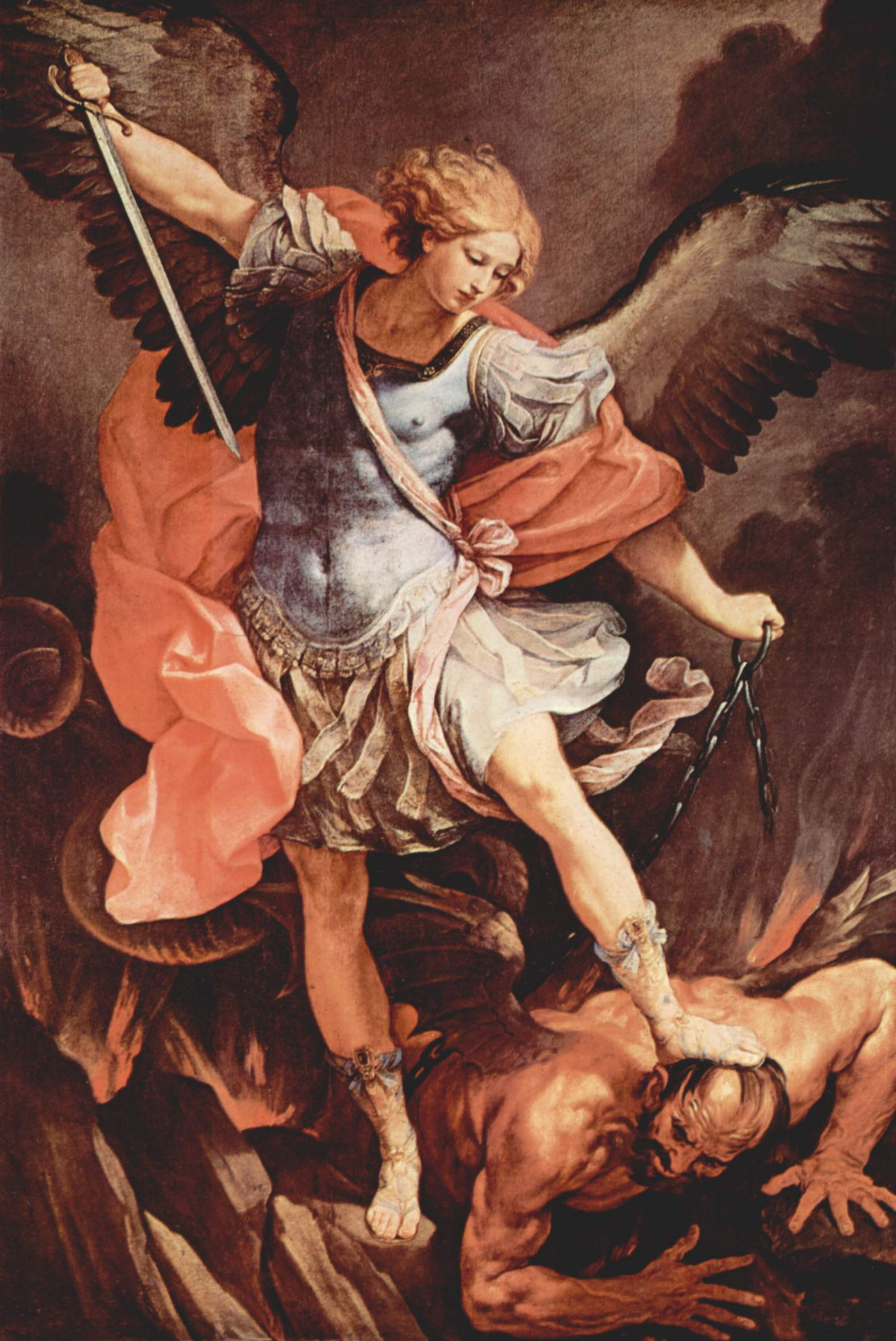
São Miguel Arcanjo por Guido Reni
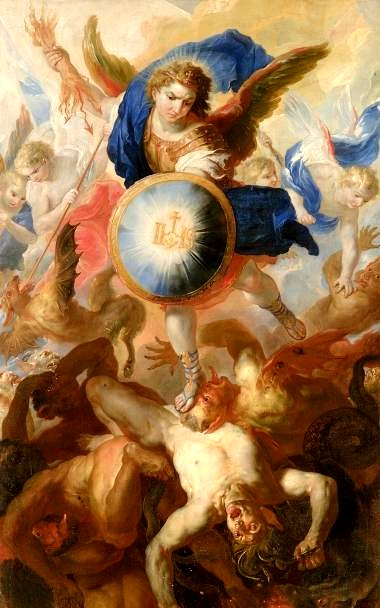
São Miguel Arcanjo por Johann Michael Rottmayr
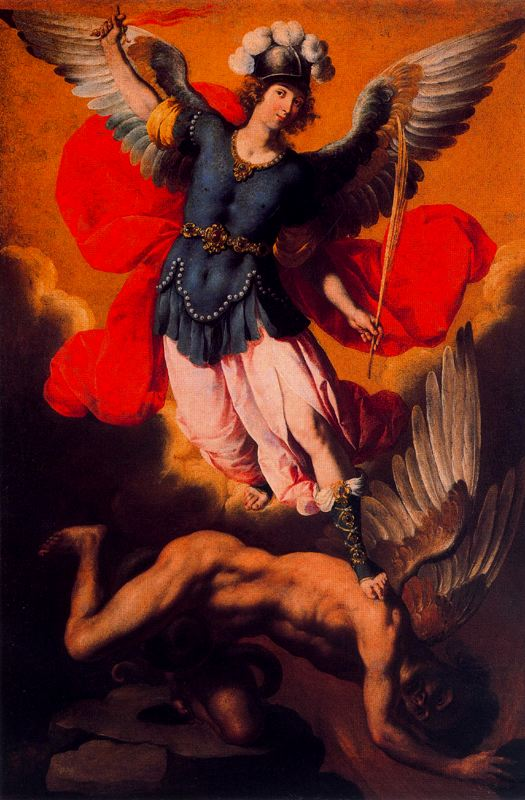
São Miguel Arcanjo, Marquand Collection, Museo Metropolitano
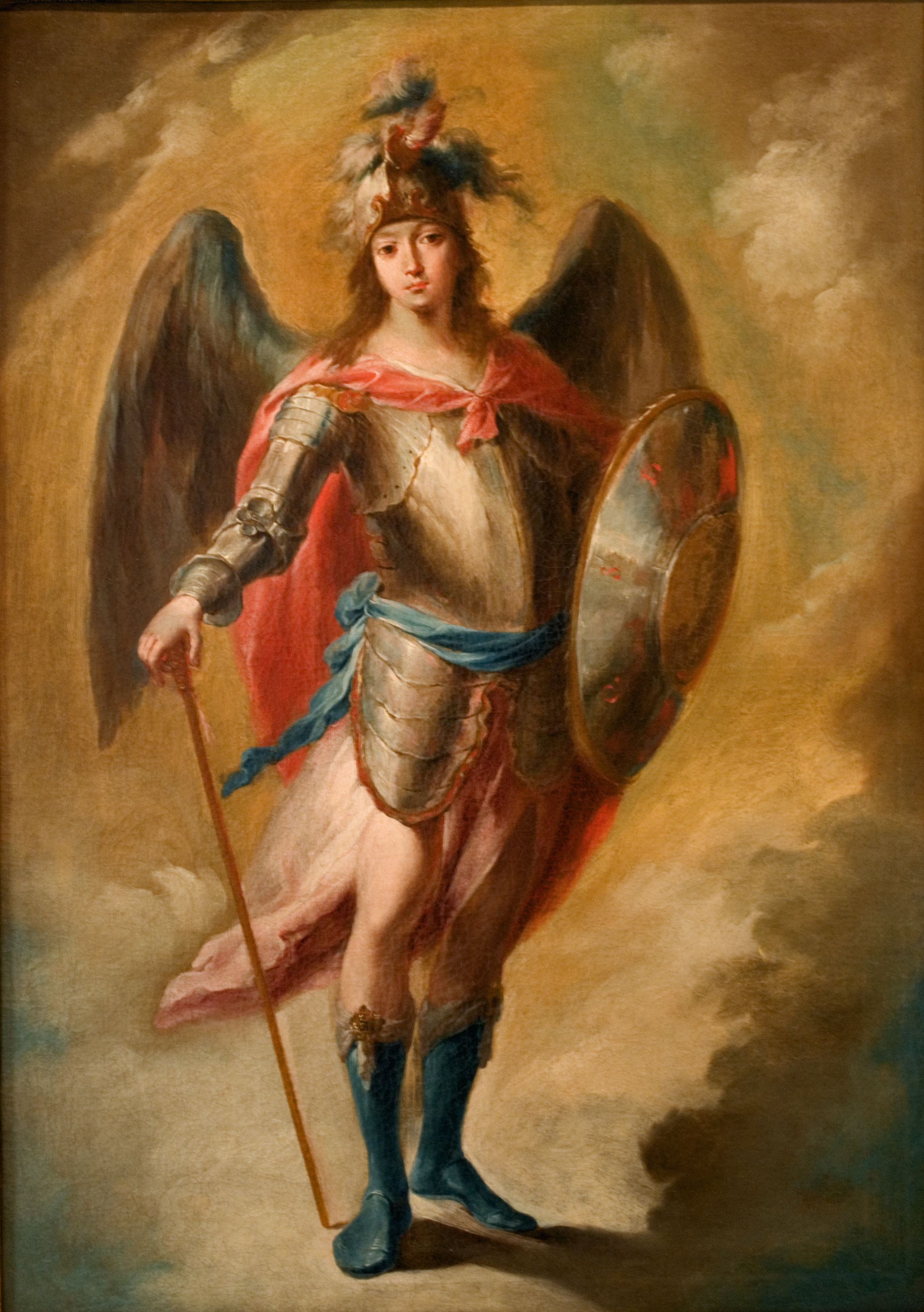
São Miguel Arcanjo por Juan de Espinal.
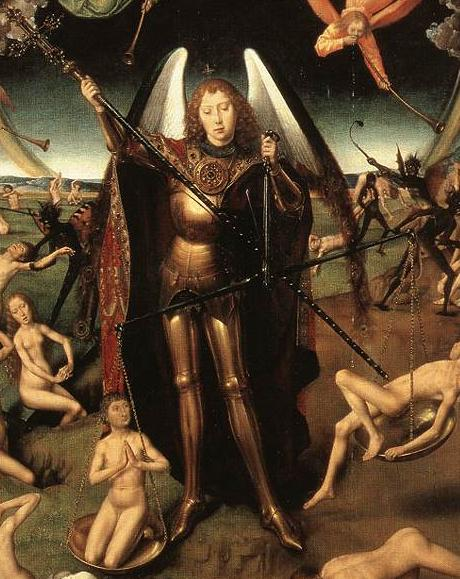
São Miguel Arcanjo por Hans Memling
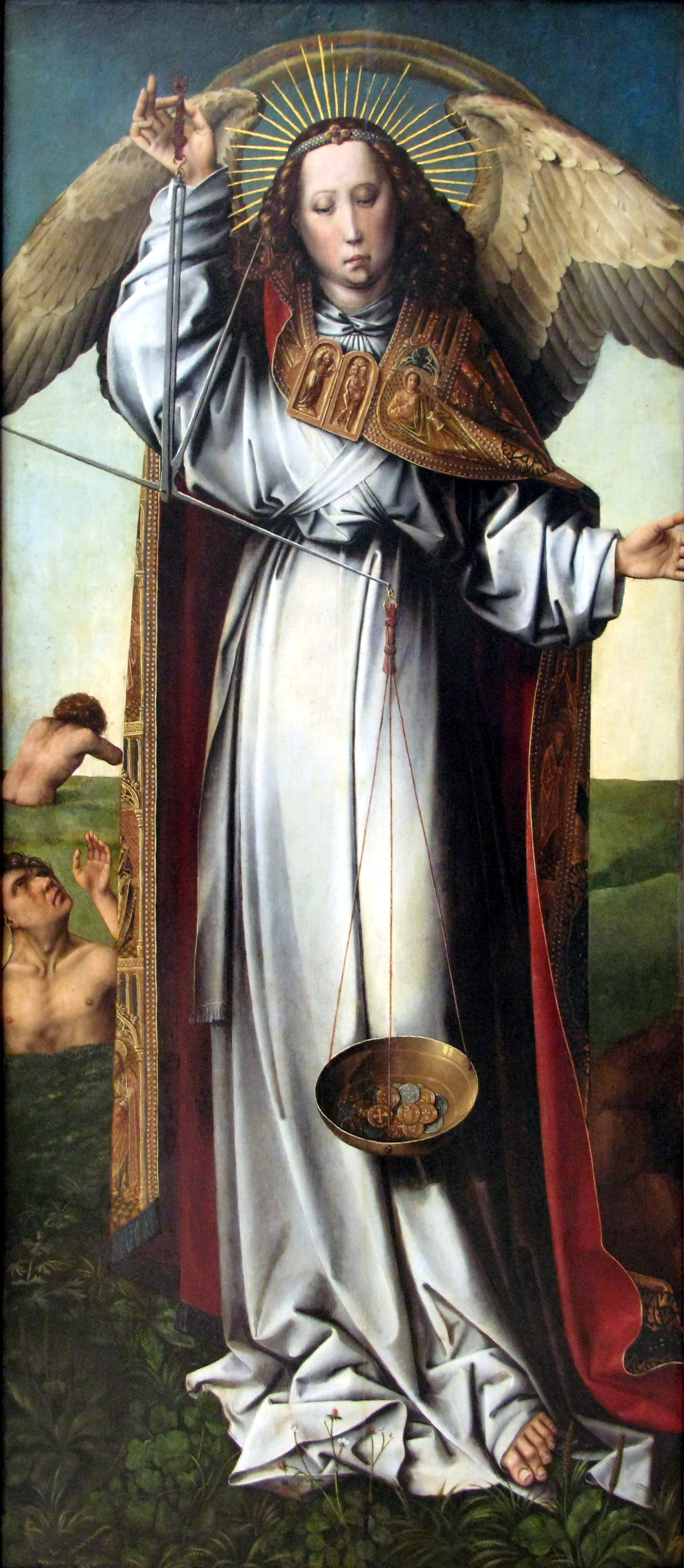
São Miguel Arcanjo por Colijn de Coter.
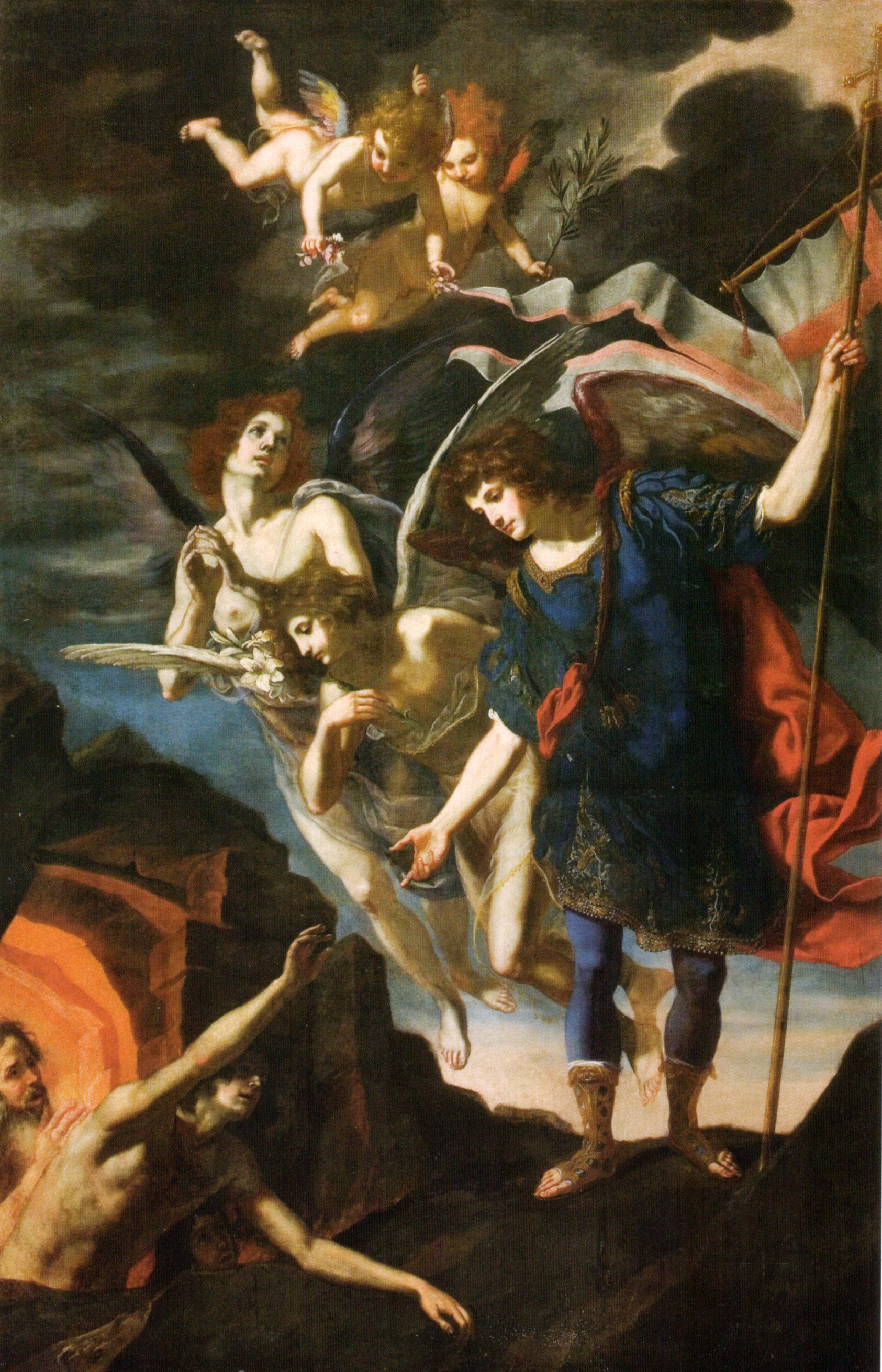
São Miguel Arcanjo por Jacopo Vignali
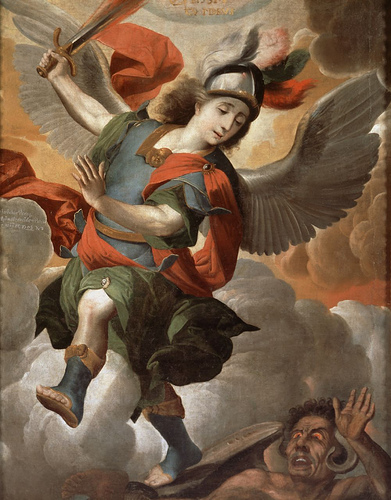
São Miguel Arcanjo por um pintor boliviano anónimo
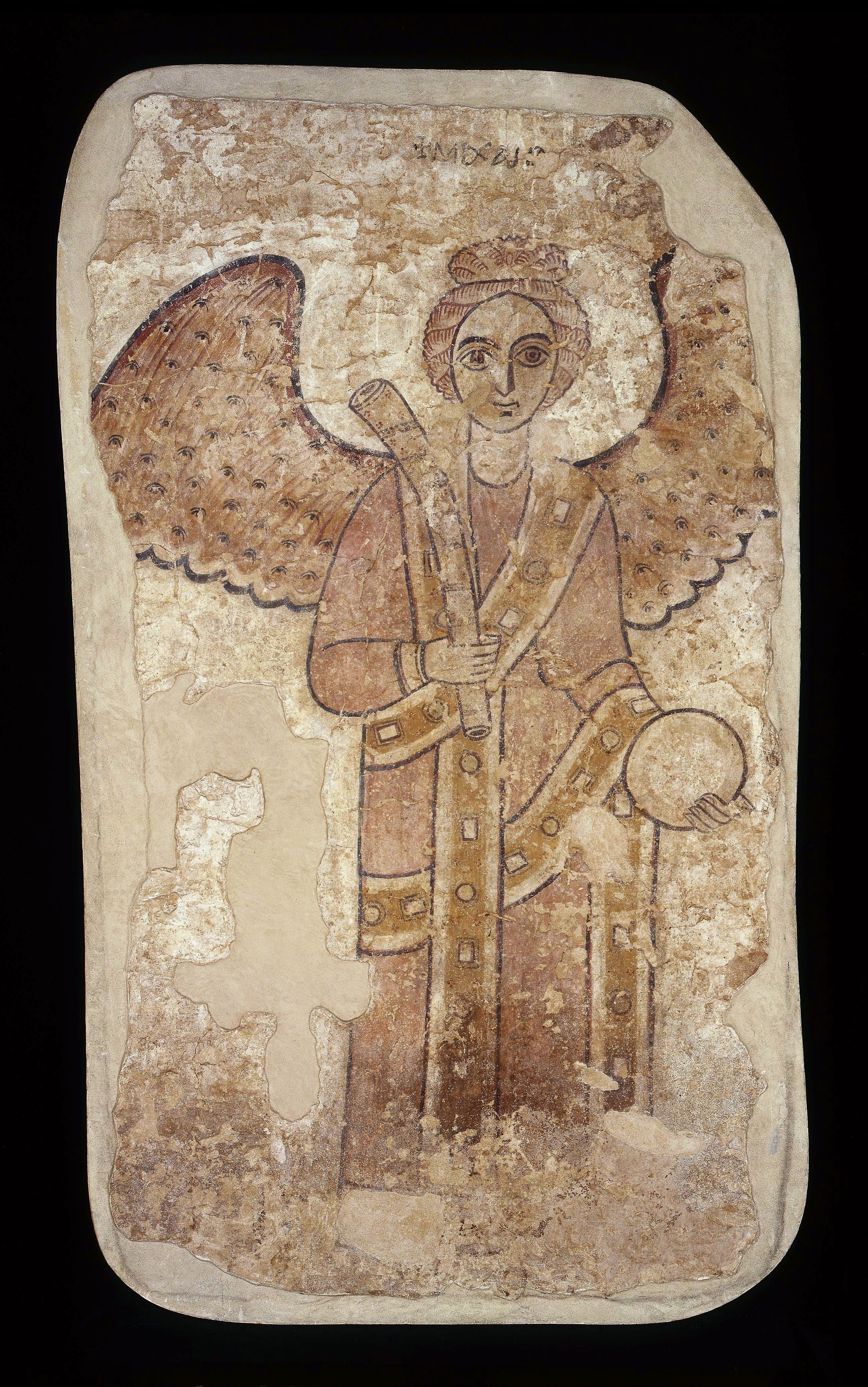
Arcanjo Miguel em um mural macuriano do século IX